# Здание ВЦСПС
Здание Всесоюзного центрального совета профессиональных союзов — административно-деловое здание в Гагаринском районе Юго-Западного административного округа Москвы, расположенное по адресу Ленинский проспект, дом 42, корпуса 1—5. Здание было спроектировано и построено в 1931—1936 годах как корпуса студенческих общежитий Ленинского комвуза, позднее перепланировано для размещения руководящих органов Всесоюзного центрального совета профессиональных союзов (ВЦСПС), надстроено в 1959 году и в современный период выполняет функции административно-делового центра. Охраняется государством как объект культурного наследия регионального значения.

## История
Участок на современном Ленинском проспекте у развилки Калужского и Воробьёвского шоссе был предназначен для строительства комплекса здания Ленинского комвуза или Международной ленинской школы — специального учебного учреждения для деятелей-интернационалистов. В 1930—1931 годах были проведены 2 закрытых конкурса, по итогам которых к исполнению был принят проект архитектора Александра Власова. По первоначальному замыслу на территории комвуза должны были разместиться общежитие, клуб, стадион и главный учебный корпус, высотной частью выходивший к развилке дорог и замыкавший перспективу Большой Калужской улицы. Строительство началось со студенческого общежития коридорного типа, расположенного в глубине участка и выполненного в 6 корпусах, выстроенных зигзагом или тремя сцепленными латинскими буквами V. Подобный план был призван предотвратить образование слишком протяжённых коридоров, а дополнительную динамику зданию придавала разная высотность корпусов: нечётные имели по 5 этажей, чётные — по 3 этажа. Внешний декор комплекса ограничивался лентами балконов вдоль 4-х этажей 5-этажных корпусов.
Препятствием для воплощения замысла Власова стало установление монументального классицизма в качестве господствующего стиля в архитектуре после конкурса на проектирование Дворца Советов. Первоначальное авангардистское решение комплекса Ленинской школы не могло дать «высококачественную, насыщенную содержанием архитектуру, которая соответствовала бы назначению и значимости здания Ленинского комвуза», и в поисках нового подхода Власов выполнил 8 новых вариантов проекта. Первые 4 обращались к эстетике раннего Возрождения и были раскритикованы за сходство с итальянской виллой. В пятом проекте по оси комплекса зданий появилась вертикаль в виде фигуры Владимира Ленина, в чём государственный заказчик усмотрел подобие акрополя в Афинах. В шестом варианте Власов ввёл башню на месте статуи, в седьмом — предложил подобие храмовой композиции с увенчанной статуей 4-ярусной башней. Окончательный 8-й вариант был подготовлен после визита Власова в древнеримские Помпеи в 1935 году. Изменить основные объёмно-плановые решения находившегося на этапе строительства здания общежития не представлялось возможным, и Власов перебрал около 20 вариантов декоративного оформления фасадов. Всего перепланировка комплекса Ленинского комвуза заняла около 2 лет. В 1938 году вслед за репрессиями в отношении деятелей Коминтерна Ленинский комвуз был ликвидирован, и от строительства всего комплекса отказались. В камне были воплощены только корпуса общежития, которые некоторое время эксплуатировались как жилые, а затем были перепланированы под нужды Всесоюзного центрального совета профессиональных союзов.

## Архитектура
Перерабатывая проект под требования нового господствующего течения в архитектуре, Власов оставил лаконичные фасады корпусов без изменений и сосредоточился на декоре обращённых к Ленинскому проспекту углов «зигзага» здания общежития. Акцент был создан сложными декоративными конструкциями, состоящими из пятигранных угловых пилонов и боковых пилонов на стыке с плоскостью фасада, увенчанных карнизом-козырьком с декоративными кессонами. Пространство между пилонами Власов заполнил системой балконов, увенчанных балдахинами на уровне 4 этажа, а угловые пилоны на уровне 5 этажа прорезал арочными лоджиями. Живописное решение балконов было заимствовано из архитектурных росписей, увиденных Власовым в Помпеях, лоджий — в итальянском барокко. Контраст между гладкой плоскостью стен и сложным декоративным решением углов здания сделал общее впечатление от проекта более выразительным при перемещении наблюдателя в пространстве относительно здания.
Некоторое время участок по соседству со зданием ВЦСПС планировалось передать под организацию нового главного ботанического сада Академии наук СССР, а само здание — включить в его архитектурный ансамбль, но в итоге ботанический сад разместился в Останкинском лесопарке. В 1950-х годах 3-этажные корпуса были надстроены до 5 этажей, а по линии Ленинского проспекта, где изначально проектировались здания комвуза, были выстроены типовые 8-этажные дома, которые практически скрыли здание ВЦСПС от глаз прохожих: вид открывается только из узкого проезда между домами № 40 и № 44. В 1979 году перед зданием был установлен памятник советскому государственному и партийному деятелю Николаю Швернику работы скульптора Юрия Чернова и архитектора Гарольда Исаковича.

## Современность
В 1987 году решением Исполкома Моссовета здание ВЦСПС было принято под государственную охрану как памятник архитектуры советского времени. После распада СССР и последовавшего роспуска ВЦСПС в здании разместилась Федерация независимых профсоюзов России (ФНПР). На 2016 год здание частично находилось в собственности или долгосрочной аренде ФНПР и служило штаб-квартирой организации, ещё частью управляла Всеобщая конфедерация труда — формальная правопреемница ВЦСПС.